# タバコ
タバコ（煙草、スペイン語: tabaco、ポルトガル語: tabaco、学名：Nicotiana tabacum）は、ナス科タバコ属の熱帯地方原産の植物。栽培種としては一年草として扱われているが、原産地では多年草の植物である。葉の成分として、強い依存性があるニコチンを含む。
Nicotiana tabacum はリンネの『植物の種』(1753年) で記載された植物の一つである。
日本の法令上の平仮名表記は、たばこ事業法2条1号によりタバコ属の植物を指し、その葉は「葉たばこ」（同法2条2号）である。カタカナ表記は農作物として耕作し、葉たばこを得、それを原材料として製造たばこを得る基盤となるタバコ属の植物を指す。そして、その加工製品は製造たばこで、同法2条3号によって「葉たばこを原料の全部又は一部とし、喫煙用、噛み用又は嗅ぎ用に供し得る状態に製造されたもの」と規定される。

## 名称・語源
日本語のタバコの直接の語源はスペイン語やポルトガル語の「tabaco」である。「NOVO DICIONARIO DA LINGUA PORTUGUESA」によるとタイノ族のtabacoに由来する語で、インディオのY字型の喫煙具のことを意味した。
スペイン語の「tabaco」自体の由来についてははっきりしない。伝統的に行われている説としては、カリブ海で話されていたアラワク語族の言語の一種（おそらくタイノ語）でタバコの葉またはパイプを意味する語を借用したというものがあるが、「tabaco」の語は大航海時代以前の1410年ころからすでにスペインやイタリアで使われており、アラビア語で一種の薬草を意味した「ṭabbāq」または「ṭubbāq」に由来するともいう。
この単語がフランス語では「tabac」、ドイツ語では「Tabak」、英語では「tobacco」となった。
日本ではスペイン語やポルトガル語の音に近い「タバコ」として広まった。漢字の当て字としては「多巴古」、「佗波古」、「多葉粉」、「莨」、「淡婆姑」などが用いられる事があるが、「煙草」と書かれる事が最も多い。中国語では「香煙」と呼ぶ。なお、山口県の一部地域には「煙草谷」（たばこたに）という姓がある。

## 生物的特徴

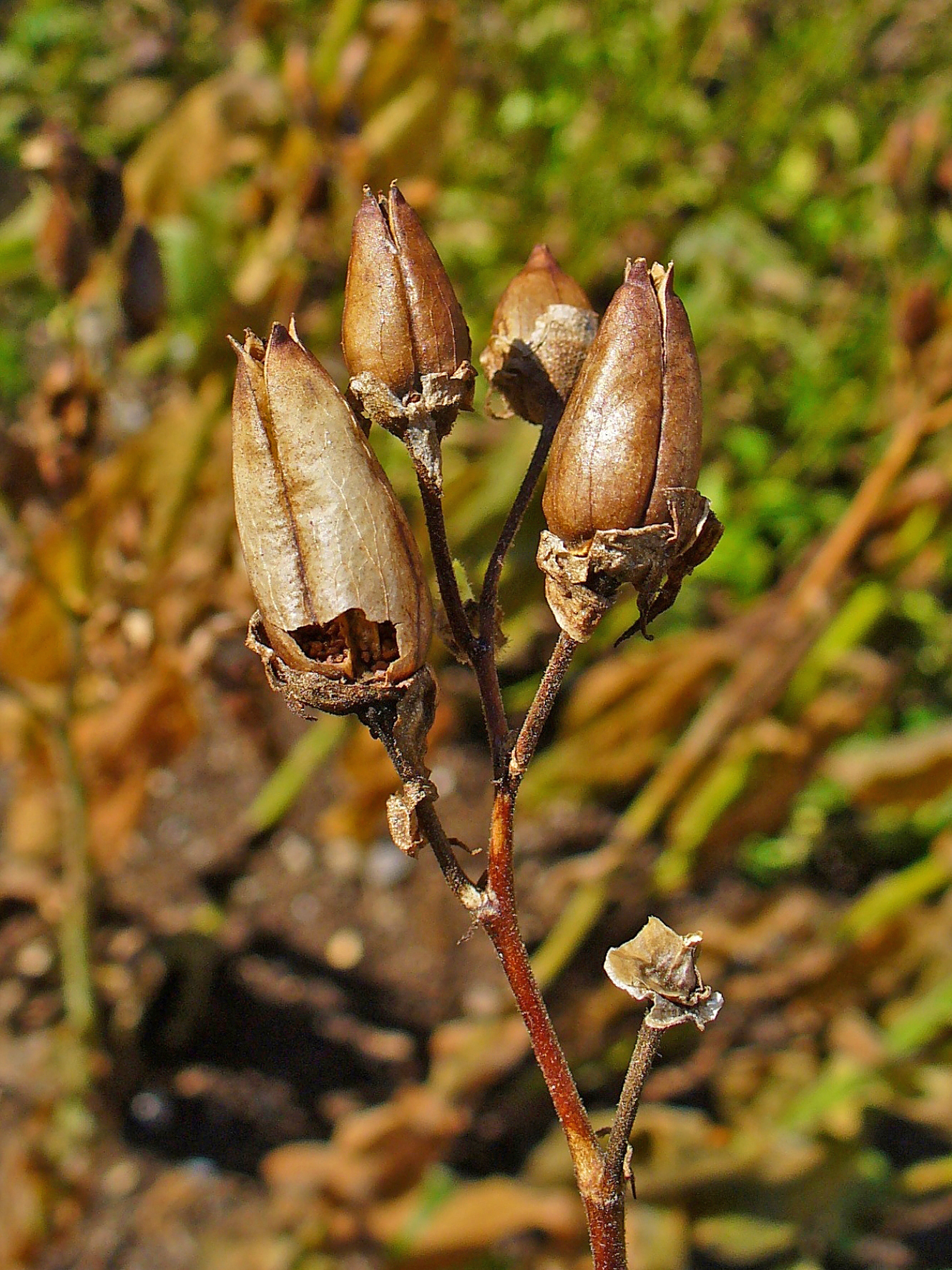
タバコの果実

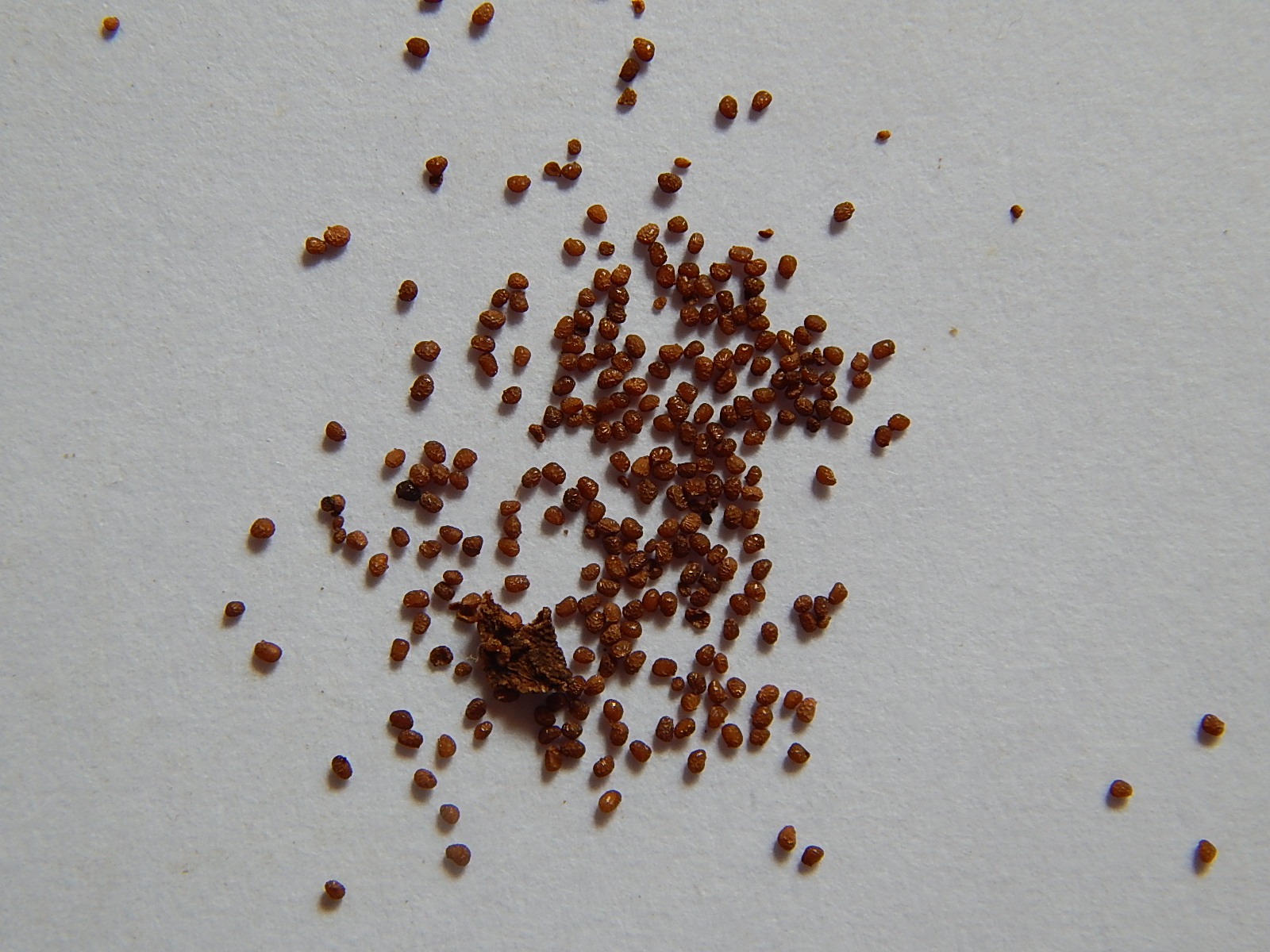
タバコの種子

タバコはナス科タバコ属（Nicotiana）の南アメリカの熱帯原産の植物である。栽培種としては一年草として扱われているが、原産地ではもともと多年草である。
タバコ属には約50の種が含まれるが、大規模に栽培される種は、タバコの他とNicotiana rustica（ルスティカタバコ、マルバタバコ）の2種に限られる。
Nicotiana tabacumはシルベストリス(N-sylvestris)という野生種と、トメントシフォルミス (N-tomentosiformis) など、トメントーサ節の野生種とを祖先とする複二倍体である。
タバコの種子の形状は回転楕円体である。質量は約50 μg。タバコの種子は光を感知するため発芽には太陽光が必要である。発芽温度は25℃である。
成長すると茎は直立して草丈はおよそ 2 mになる。茎は繊維質で、薪などの代わりとして炊事などに利用されてきたが、電気やガスの普及に伴い利用価値は無くなっており、そのまま次期の肥料として畑に廃棄される。
葉は約30 cmの大きさの楕円形。葉は30枚から40枚が着生し、このうち、葉たばことして採取するのは約6割である。これは位置によってニコチンの含有量が異なるためである。日本国内では葉を5種類に区別し、上から上葉・本葉・合葉・中葉・下葉と呼ぶ。上葉は6%程度、下葉は1%程度のニコチンを含む。葉の長さは20 cmから60 cm、幅は10 cmから30 cm程度である。葉の表面には液を分泌する細胞があり、特有の臭気を帯びる。また、葉には腺毛が多数あり、空気中のポロニウム210を吸着することが知られている。
花は夏期に総状花序で茎の先端部分に付く。花冠の形状は漏斗に似ており先端が五裂する。色は種類によって異なるが、栽培種では基部が白く、先端は淡紅色のものが多い。果実1つ当り3000粒程度の種子を含む。

### 毒性
全草にニコチンを含んでおり、誤食すると嘔吐や下痢などの症状を起こす。また、誤食により筋肉の痙攣や麻痺といった症状が現れることがある。
この毒性によって、虫害が防がれる。

### 関連する名前
葉がタバコに似ているところから名付けられたものに以下のようなものがある。
- イワタバコ（イワタバコ科）
- ヤブタバコ（キク科）

## 栽培

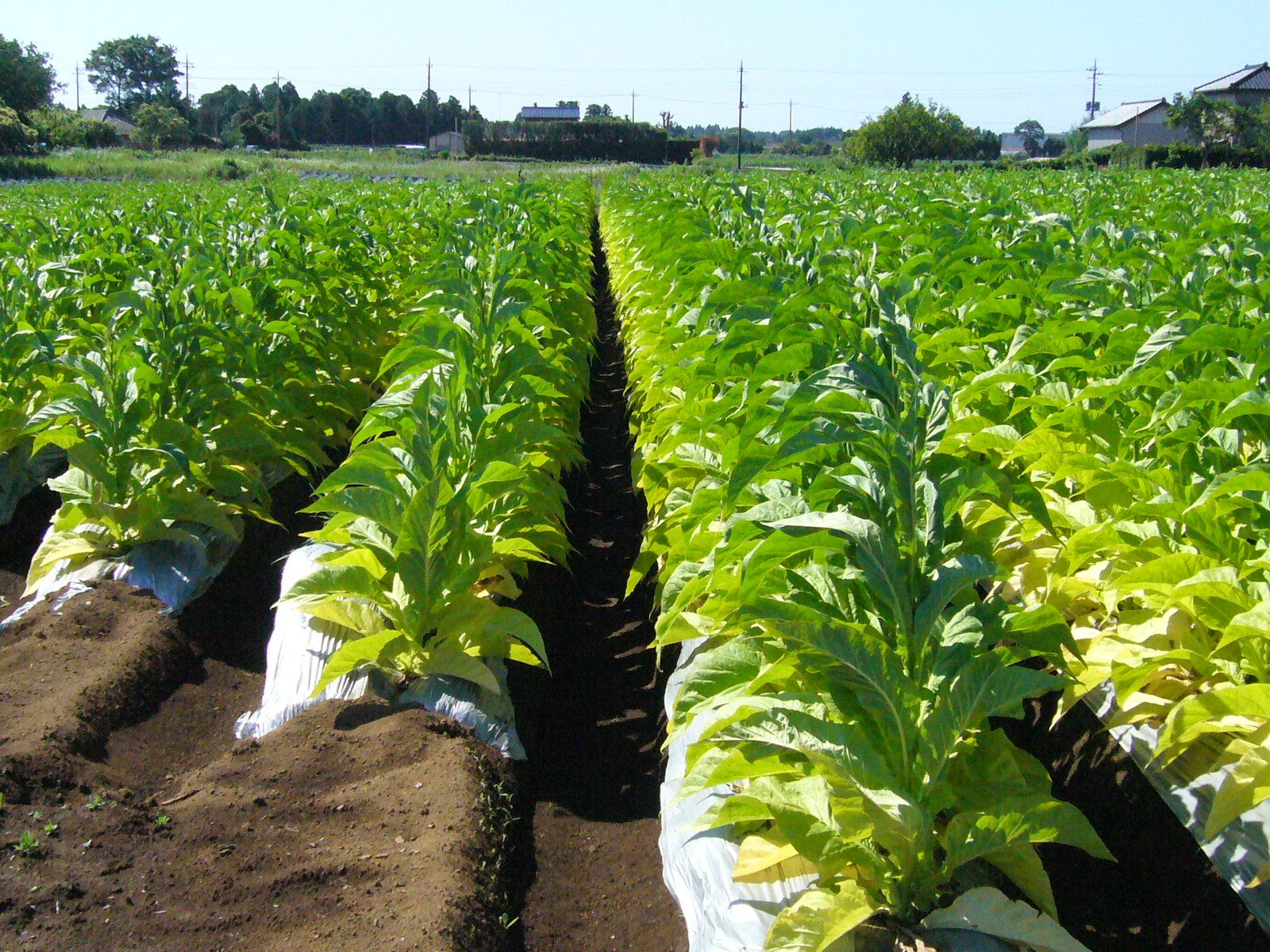
たばこ畑（関東地方 6月）

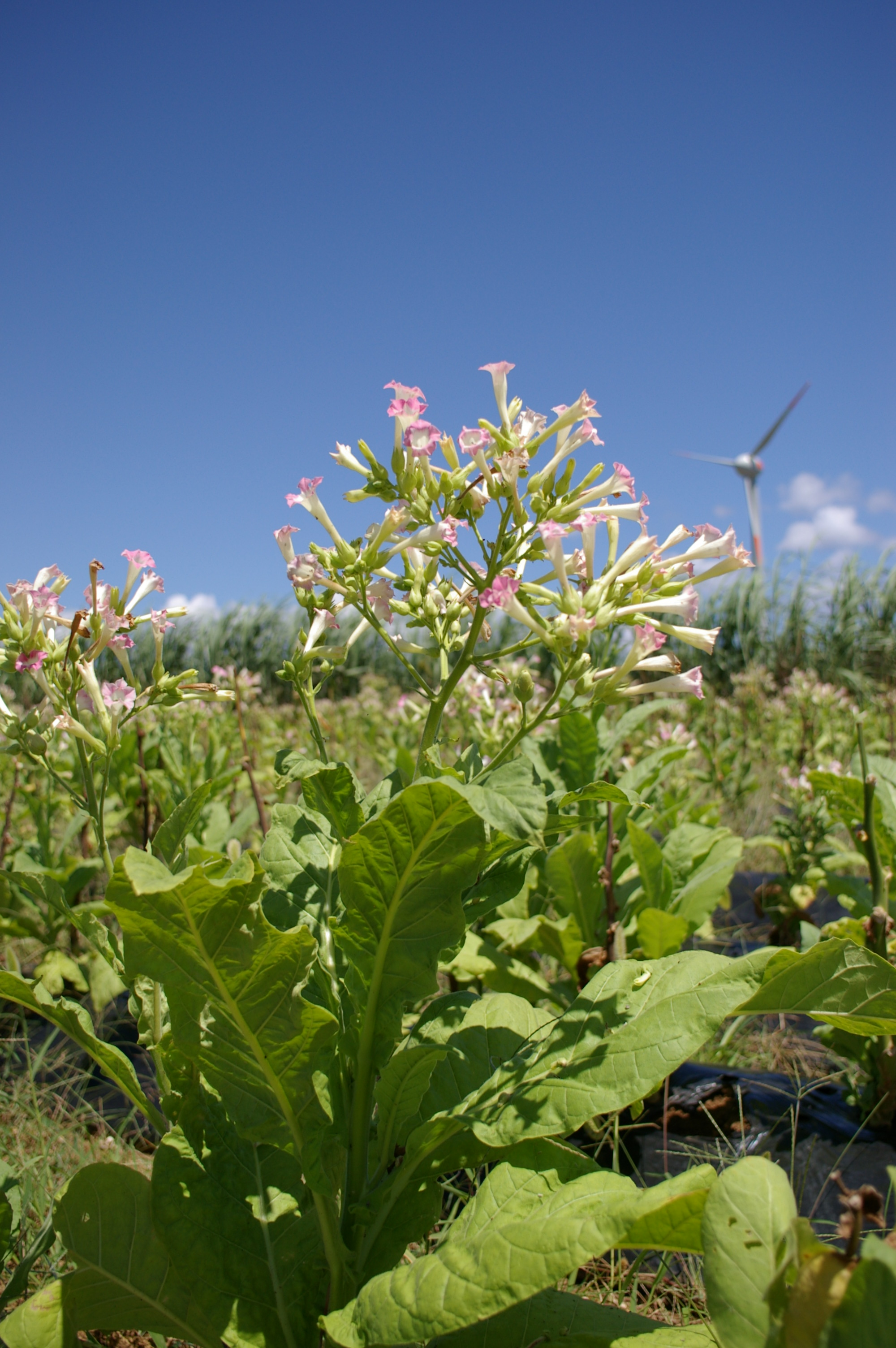
伊江島のタバコ畑

### 品種
先述のように喫煙用の葉タバコの主な栽培種には Nicotiana tabacum（ニコチアナ・タバカム）と Nicotiana rustica（ニコチアナ・ルスチカ） の2種がある。
葉タバコの主な品種にはNicotiana tabacum 種（ニコチアナ・タバカム）に属する黄色種とバーレー種、さらにオリエント種などがあり、世界の生産量は黄色種が約6割、バーレー種が1割強、オリエント種が1割弱、残り2割が在来種とその他品種となっている。
- 黄色種 - 葉は肉厚で鮮明な黄色を呈しており還元糖の糖含量が高い品種[11][12]。温帯地域を中心に世界でも最も多く栽培されている品種[11][12]。
- バーレー種 - 葉肉は薄く乾燥した葉は褐色[11][12]。黄色種よりも冷涼な地域で栽培されている品種[11][12]。
- オリエント種 - 草丈が低く葉も小さい品種[11][12]。主に地中海性気候の石灰岩地帯で栽培され、日本ではほとんど栽培されていない[11][12]。

葉タバコの栽培ステージは発芽期、育苗期、茎葉展開期、開花摘芯期、葉肥大期、成熟収穫期からなる。なお、ナス科の植物なので同じ畑で連続して栽培すると連作障害を起こし収量が減る。

### 発芽期〜育苗期
タバコの種子は直径約0.5㎜と非常に小さく粗挽きのコーヒー粉に似ている。非常に微細で初期成長も緩慢なため、圃場に直播きせず、ビニールハウス内の親床で育苗してから定植する。種子には土が被らないようにし、24～27°Cに保温して水をまき湿潤環境を保てば7～10日で発芽する。
発芽から定植までの期間を育苗期といい、発芽20～25日後に親床または育苗箱から健壮な苗を選んで「子床」に移し育苗してから定植する方法と、最初から苗床に播種して7～8枚の葉が展開するまで育てて圃場に定植する方法がある。

### 茎葉展開期〜開花摘芯期
定植7～10日後に苗が活着すると茎葉展開期となって生育が早くなり、50～60日後には茎の先端部分に花枝が現れ開花期に入る。しかし、葉に充分な栄養を行き渡らせる必要があるため、開花直後に「心止め」と呼ばれる花枝を含む花全体を摘み取る摘芯作業を行う。

### 葉肥大期〜成熟収穫期
摘芯後は葉肥大期と呼ばれ腋芽を随時に摘み取りながら葉の成長を促すと上部の葉が大きく厚く成長する。
葉が成熟して黄色に変化し始めると成熟収穫期となる。黄色種では成熟の進行が始まる下位葉から順次着位別（下葉、中葉、合葉、本葉、上葉）に4～5回に分け収穫する。バーレー種も下位葉から順次収穫するが、最後の10数枚の本葉と上葉は茎についたまま幹刈り収穫を行なう。
葉たばこ栽培における乾燥は、タンパク質やでんぷんなどがアミノ酸や糖に分解される重要な工程で、葉たばこの種類により乾燥方法は異なる。

## 利用
喫煙するための煙草となるほか、薬用や肥料となる。

### 薬用
スペインの医師・植物学者であるニコラス・モナルデスは、1571年に『西インド諸島からもたらされた有用医薬に関する書 第二部』を出版し、その中で万能薬として紹介した。
ニコチンは、血管を収縮させる効果があり、止血となる。葉に鎮痛・解毒・止血作用がある。

### タバコ屑
タバコの葉の屑は、窒素 (N) 1%、リン酸 (H3PO4) 1%、カリウム (K) 5%程度を含み肥料として使われることがある。園芸店やホームセンターで「たばこくず肥料」などの商品名で扱われ、普通に購入可能である。ただし養蚕においては桑の施肥中にタバコ屑が加えられると桑にニコチンが残りカイコの飼育に悪影響が出る可能性が富山県告示第244号「肥料取締法第21条の規定に基づく肥料の施用上の注意等の表示命令について」などに示されている。

## 生産と管理
葉タバコは紙巻きたばこなどの原料であり世界各地で生産されている。

### 葉たばこ生産量
FAOの統計によると、全世界の葉たばこの生産量は、635万トン (2002年) であり、全体の3割以上を中国1国で生産している。中国国内では、雲南省・貴州省・河南省・湖南省・四川省の順に生産が多い。雲南省の生産量は66万トンと、世界2位のブラジルよりも多い。
大陸別の生産量はアジアが6割、南北アメリカがそれぞれ1割ずつ、ヨーロッパとアフリカが1割弱という比率になる。たばこで有名なキューバの生産量は3.2万トンと数量としては多くない。日本の生産量は約5万トン。主な産地は黄色種が南九州、バーレー種が北東北であり、2004年における生産量の上位は宮崎県・熊本県・岩手県・鹿児島県・青森県の順である。
1. 中国 - 239万トン (37.7%)
2. ブラジル - 65万トン (10.3%)
3. インド - 58万トン (9.1%)
4. アメリカ合衆国 - 40万トン (6.4%)
5. ジンバブエ - 17万トン (2.7%)
6. トルコ
7. インドネシア
8. イタリア
9. アルゼンチン
10. ギリシャ

1991年時点の生産量は766万トンであり、約10年間で葉たばこの生産量が100万トン以上減少したことが分かる。当時の生産国を生産量順に並べると、中国・アメリカ合衆国・インド・ブラジル・トルコ・イタリア・ジンバブエ・ギリシャ・インドネシアとなる。最も生産が減少したのは中国の70万トン、次にアメリカの35万トン、トルコの10万トンが続く。上位10カ国のうち、生産が増加したのは、唯一ブラジルであり、約25万トン増えた。アルゼンチンも生産量が増加している。

### 紙巻たばこ生産量と対比
国際連合の統計資料「United Nations Industrial Commodity Statistical Yearbook 2001」によると、2001年の全世界の紙巻たばこの生産本数は5兆4710億本である。葉たばこの最大生産国である中華人民共和国が、紙巻たばこにおいてもシェア 3割を超える最大の生産国となっている。
葉たばこの生産量と比較すると、アメリカ合衆国・ロシア・日本・欧州諸国が原料の輸入国であること、インドネシア・ギリシャ・トルコは農業生産と国内の加工業までが一貫していることが分かる。
1. 中国 - 1兆7000億本 (31.1%)
2. アメリカ合衆国 - 5800億本 (10.6%)
3. ロシア - 3740億本 (6.8%)
4. 日本 - 2372億本 (4.3%)
5. インドネシア - 2300億本 (4.2%)
6. ドイツ
7. トルコ
8. イギリス
9. オランダ
10. ブラジル

### 日本での生産

#### 歴史

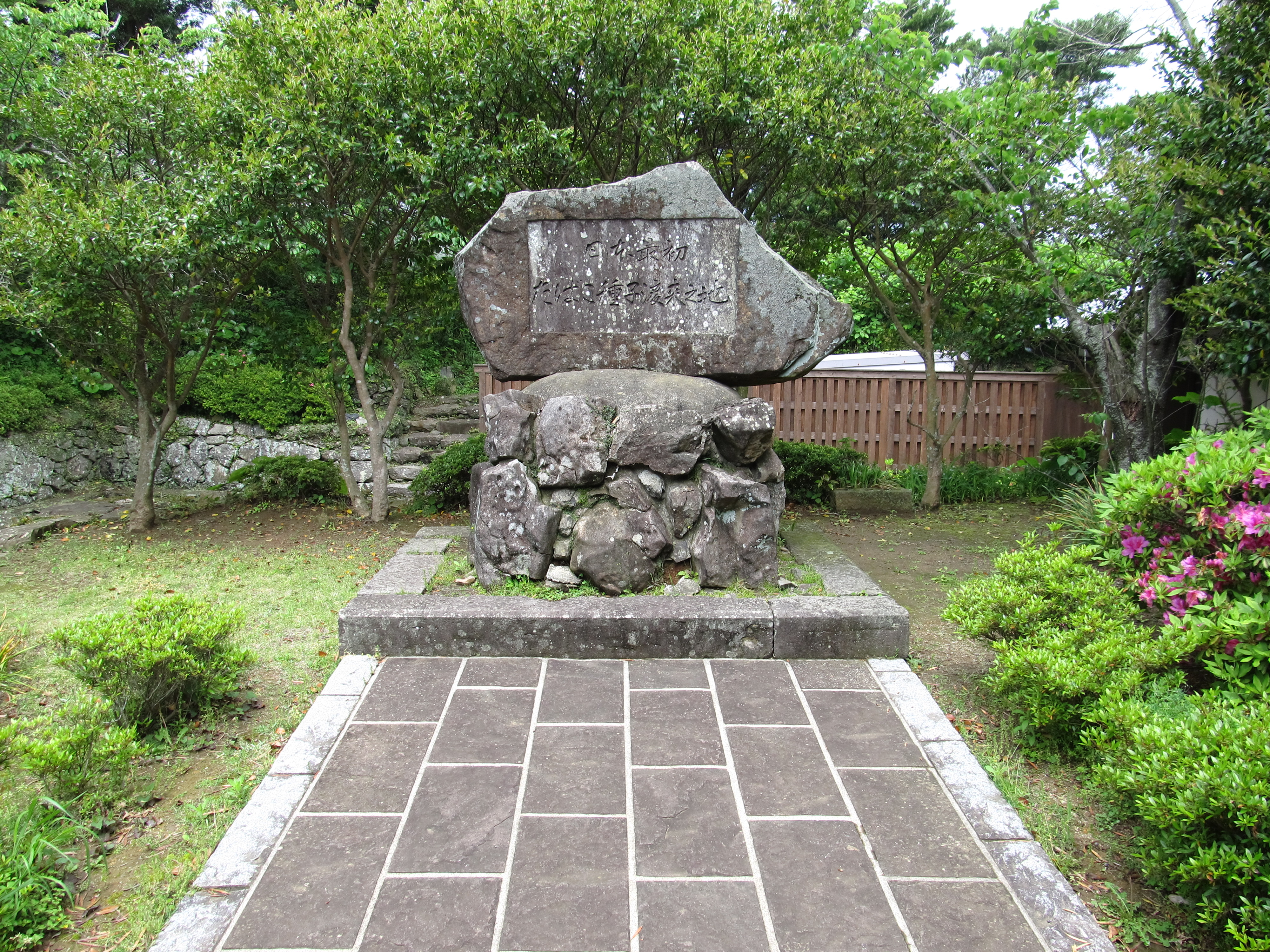
長崎県平戸市の亀岡神社（平戸城跡）にある、「日本最初 たばこ種子渡来之地」の碑

慶長6年 (1601年) に肥前国平戸（長崎県平戸市）に来航したフランシスコ会員ヒエロニムス・デ・カストロが、平戸藩主松浦鎮信にタバコの種子を贈呈している（これを記念して平戸城跡である亀岡神社には「日本最初 たばこ種子渡来之地」の石碑が建てられている）。また同年、ジェロニモ・デ・ジェズスも徳川家康に贈呈している。慶長10年 (1605年) には長崎の桜馬場で、初めてタバコの種が日本に植えられた。

#### 制度
日本ではタバコの栽培は自由化されたものの、葉たばこを原料とした「製造たばこ」の製造はたばこ事業法8条により日本たばこ産業 (JT) 以外には禁止されている。原料用国内産葉たばこの生産に際しては同法3条の定めによって葉たばこを全てJTに売り渡す予定の耕作者とJTがあらかじめ契約をし、契約農家にはJTから種子が無償で配付される。一方、たばこ事業法は原料として使用できないものを除き、農家が売り渡す葉たばこ全量の購入をJTに義務づけている。
なお、JTと栽培農家の契約では取引価格体系の違いによって、黄色種は第1黄色種から第4黄色種、バーレー種は第1バーレー種と第2バーレー種に区分されている。
日本各地に、主に栽培農家が信仰するたばこ神社（葉たばこ神社）がある。

#### 伝統的なタバコの産地
- 水府煙草（茨城県）[20]
- 赤土煙草（茨城県）[20]
- 館煙草（群馬県）[20]
- 高崎煙草（群馬県）[20]
- 秦野煙草（神奈川県）[20]
- 生坂煙草（長野県）[20]
- 清内路煙草（長野県）[20]
- 服部煙草（大阪府）[20]
- 阿波煙草（徳島県）[20]
- 長崎煙草（長崎県）[20]
- 国分煙草（鹿児島県）[20]

日本在来種の中でも国分葉、水府葉、秦野葉は後に三大銘葉と評されるほど品質が高かった。明治期以降全国の葉タバコ生産の見本となり、1907年にはこの3種をブレンドしたたばこが皇室献上用たばこに定められた。現在ではいずれも希少種である。